# Katrin (Berg)
Die Katrin ist ein Berg in Oberösterreich bei Bad Ischl. Der Berg gehört zum Katergebirge in der Gamsfeldgruppe der Salzkammergut-Berge und ist 1542 m hoch.
Von Bad Ischl (474 m) bis auf die Katrin-Alm fährt eine Gondelbahn in 15 Minuten auf etwa 1415 m Seehöhe. Die Katrin-Seilbahn ist eine 4er-Einseil-Umlaufbahn mit einer schrägen Länge von rund 2490 m. Der Antrieb befindet sich in der Bergstation. Die Seilbahn auf den Berg Katrin wurde 1959 eröffnet, in den Jahren 1976–1978 umgebaut und durchlief 2009 eine umfassende elektrotechnische Modernisierung. Bis 2010 standen im Winter Schipisten mit einer Länge von 6 km zur Verfügung. 1962 wurden hier die Österreichischen Alpinen Schimeisterschaften ausgetragen. Von 2011 bis 2014 wurde die Seilbahn nur noch in den Sommermonaten geöffnet. Seit der Wintersaison 2014/2015 wird die Katrin-Seilbahn jedes Wochenende Freitag, Samstag und Sonntag bis Ende März in Betrieb genommen.

## Die Geschichte der Katrin-Seilbahn

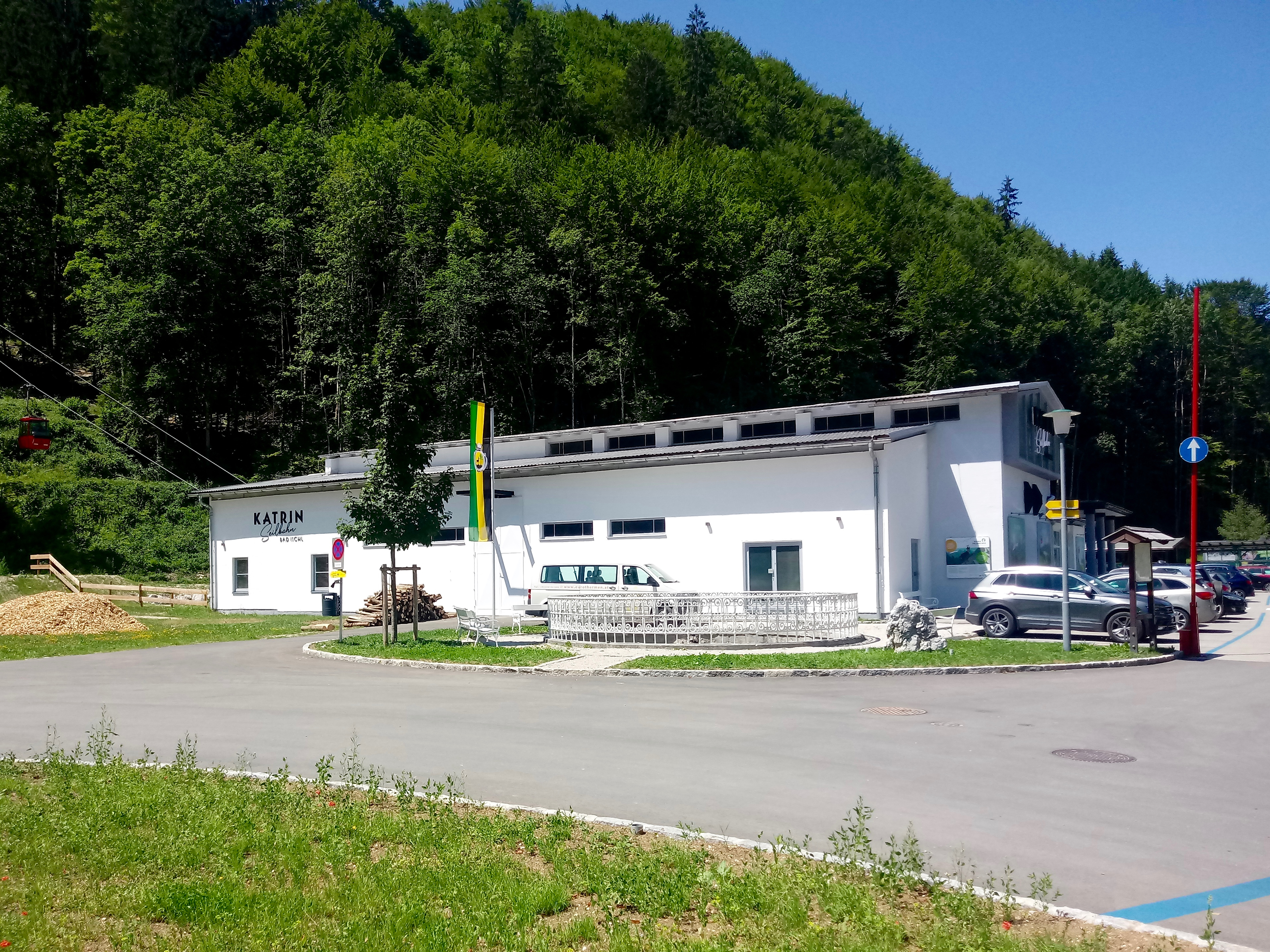
Talstation der Katrin-Seilbahn

Am 17. August 1910 wurde auf dem Elferkogel im Beisein von rund 500 Zusehern das Franz Josephs Kreuz, welches zu Ehren des 80. Geburtstag seiner Majestät Kaiser Franz Joseph I. errichtet wurde, durch den geistlichen Rat Benefiziaten Franz Fuchs, eingeweiht.
Im Sommer 1934 erhielt das Kaiser Franz Josephs Kreuz einen Anstrich mit Rostschutzfarbe durch Malermeister Josef Neureiter.
Im Jahr 1955 wurde der Gründer-Ausschuss der Katrin-Seilbahn AG ins Leben gerufen und im darauffolgenden Jahr wurde die 1. Sitzung abgehalten. Folgende Personen waren an der Idee, eine Seilbahn auf die Katrin zu bauen, beteiligt: Franz Adelsmayr (Reisebüro-Inhaber), Karl Brandhuber (Gasthofbesitzer), Otto Heinke (Ingenieur), Franz Lechner (Amtsrat, Stadtamtsleiter i. R.), Franz Müllegger (Bürgermeister), Josef Nahmer (Präsident des Fremdenverkehrsverbundes), Eduard Prochaska (Leiter der Kuranstalten), Josef Zeppetzauer (Vizebürgermeister)
1957 erfolgte der Bau der Materialseilbahn, der Trasse und der Seilbahn. Innerhalb von sechs Monaten wurden mit dieser Materialseilbahn über 1.000 Tonnen Baumaterial befördert.
Zur Eröffnung und kirchlichen Weihe der neuen Umlaufbahn auf die Katrin fanden sich 1959 die gesamte Prominenz des Landes Oberösterreich ein. Die Festgäste wurden in der Eingangshalle von der Salinenmusikkapelle empfangen. Die kirchliche Weihe der Talstation und der Seilbahn wurde durch Abt Kolomann Holzinger durchgeführt. Unter Assistenz von Stadtpfarrer Franz Mayr wurde vom Abt noch ein Segensgebet um den Schutz Gottes für die Benutzer der Seilbahn gesprochen. Nach der offiziellen Eröffnung durch den Sektionsrat Dr. Gatscha fuhren die prominenten Gäste zur Bergstation und besichtigten dort die bestehenden Anlagen.
1960 wurde das Kaiser-Franz-Josephs-Kreuz mit Glühlampen versetzt und erstrahlt täglich bei guter Witterung. Es wurden ebenfalls ein neuer Weg – der „Fahrner-Rössler-Steig“ in Serpentinen von der Bergstation zum Kreuz angelegt.
Ende November wurde der Sonnenscheinschreiber an der Bergstation der Katrin-Seilbahn montiert. Im darauffolgenden Jänner 1964 konnten dort nicht weniger als 178 Sonnenscheinstunden registriert werden.
Im Mai des Jahres 1964 wurde mit dem Bau eines Einmann-Umlaufliftes mit 75 Sessel und der Beförderungskapazität von 420 Personen pro Stunde begonnen. Dieser ging dann am 15. Dezember 1964 in Betrieb. Die Trasse des Sesselliftes verlief links von der Skiabfahrt, welche durch ihre nordseitige Lage Abfahrten bis ins Frühjahr begünstigte.
Nachdem am 25. Jänner 1976 die Seilbahn nach 20-jähriger Betriebszeit eingestellt wurde, glaubten nur wenige Optimisten, dass sie je wieder in Betrieb gehen würde. Doch die zähen Verhandlungen und unentwegten Vorsprachen beim Land und Bund bewirkten, dass sich das Land Oberösterreich dazu bereiterklärte, die nötigen Mittel für die Sanierung der Bahn zur Verfügung zu stellen und die privaten Aktionäre auszubezahlen. Danach stand der Übernahme der Seilbahn durch die Gemeinde nichts mehr im Wege.
1978 konnte die Umbauzeit der Seilbahn in nur siebenmonatiger Bauzeit durchgeführt werden und die Bahn konnte noch vor Weihnachten in Betrieb gehen. Die neue Seilbahnanlage verfügt ab nun über 29 Stützen und 46 Viermanngondeln. Das Umlaufseil ist durchwegs in Baumhöhe gespannt und man fühlt sich dadurch in sicherer Bodennähe. Die offizielle Eröffnungsfeier war für das kommende Frühjahr geplant.
Zur offiziellen Eröffnungsfeier 1979 waren wieder zahlreiche Vertreter des Landes Oberösterreich geladen. Nach der Begrüßung durch Bürgermeister Karl Saller und der Festansprache durch Landeshauptmann Josef Ratzenböck wurde die kirchliche Segnung der Anlagen durch den Stadtpfarrer Oberlinninger und Vikarin Liebrich vorgenommen.
Im Oktober 2019 wurde vom Linzer Diozösanbischof Manfred Scheuer eine Beichtgondel eingeweiht, bei der regelmäßig die Gelegenheit besteht, während der viertelstündigen Fahrt ein Gespräch mit einem Pfarrer zu führen.

## Katrinberglauf
Seit 1995 findet jährlich der „Katrinberglauf“ statt, der von der Talstation zur Bergstation der Katrin Seilbahn führt. Der Start befindet sich auf einer Seehöhe von 474 m, die Zielankunft auf einer Seehöhe von 1.415 m. Bei einer Streckenlänge von 4500 m haben die Teilnehmer eine Höhendifferenz von 943 m zu bewältigen. Den Streckenrekord hält der sechsfache Berglauf-Weltmeister Jonathan Wyatt (Neuseeland), der 2006 die Strecke in 31:14 Minuten bewältigte. Bei den Frauen hält seit dem Jahr 2000 die Österreicherin Elisabeth Rust mit 39:48 Minuten den Streckenrekord.

## Katrin-Klettersteig

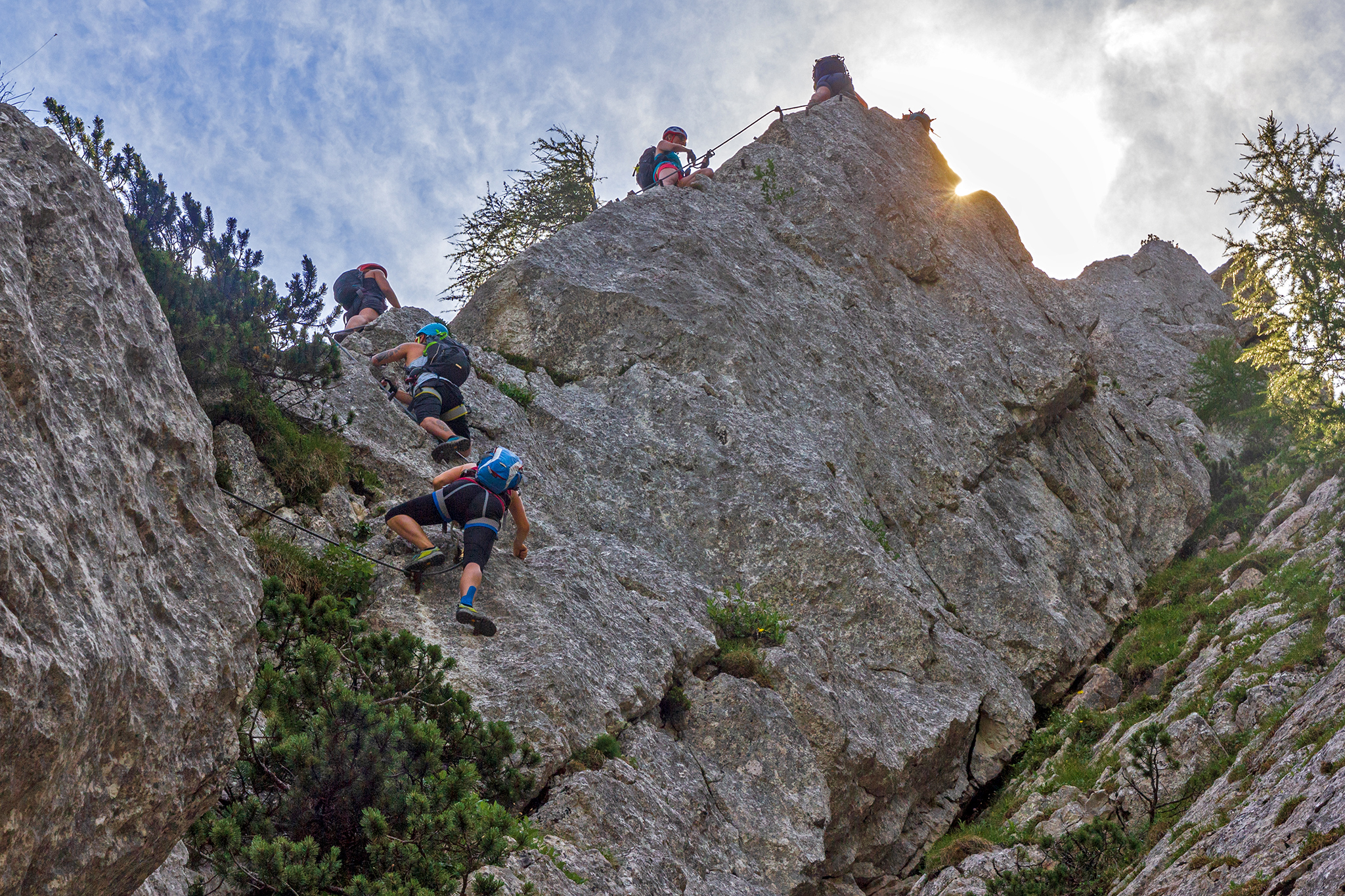
Katrin-Klettersteig

Im Oktober 2011 wurde der neu errichtete Katrin-Klettersteig eröffnet. Der 300 m lange Steig zum Kaiser-Franz-Joseph-Kreuz verläuft immer recht luftig über die Kante der steilen Nordabbrüche. Der Ausstieg aus dem Steig befindet sich direkt beim großen Gipfelkreuz. Der Klettersteig erreicht maximal die Schwierigkeitsstufe B–C. Absicherung: durchgehend 14 mm Stahlseil; Kletterausrüstung ist erforderlich!

## Sender
Auf dem Berg befindet sich seit den 1950er-Jahren der Sender Katrin der Österreichischen Rundfunksender GmbH, der das Salzkammergut und die Dachsteinregion versorgt.